# 東京フレンズ The Movie music collection
『東京フレンズ The Movie music collection』（とうきょうフレンズ ザ・ムービー・ミュージック・コレクション）は、映画『東京フレンズ The Movie』のサウンドトラックである。劇中に登場するバンド「サバイバル・カンパニー」の楽曲もいくつか収録されている。

## 解説
- CD＋DVDのみの形態での発売。
- 初回限定生産盤はサバイバル・カンパニーのメンバーが劇中にて身に付けている缶バッヂ3個が封入されている。
- サバイバル・カンパニーの楽曲には、実在するロックバンド「BOO BEE BENZ」のオリジナル楽曲も含まれる。
- 劇中曲のうち通常のユメクイ、Mackerel's canned foodは収録されていない。なお両曲ともアルバム「LOVE PiECE」に収録されている。

## 収録曲

### CD
- 6trackまでがサバイバル・カンパニーの楽曲

1. to me
2. ちょっと
3. フレンズ -サバカンver.-
大塚愛の6thシングル「大好きだよ。」のカップリング曲。
4. 君という花
5. ハリケーン
6. tears -サバカンver.-
大塚愛の12thシングル「ユメクイ」カップリング曲の別バージョン。
7. ユメクイ -Pf.Str.ver.-
8. ハプニング
9. 八月の風
10. 希望の丘
11. 手紙
12. beyond of the sea
13. 想い
14. ユメクイ -Pf.Str.another ver.-
15. 輝 (ひかり)
16. tears -Pf.Str.ver.-
17. フレンズ -Pf.Vc.ver.-
18. ユメクイ -Love Theme-
19. tears -Str.ver.-
20. フレンズ -オーケストラ ver.-
21. フレンズ -Str.ver.-
22. ユメクイ -Pf.ver.-
23. ユメクイ -Pf.フル ver.-
24. フレンズ -Pf.フル ver.-
25. tears -Pf.フル ver.-

### DVD
1. ユメクイ -東京フレンズ ver.-
2. フレンズ -東京フレンズ ver.-
3. tears -東京フレンズ ver.-